# Big Time Rush in Concert
Big Time Rush in Concert—en español: Big Time Rush en Concierto. Es la primera gira de conciertos oficial de la banda estadounidense Big Time Rush. La gira se inició oficialmente el 19 de abril de 2011 en Londres, Inglaterra y concluyó el 13 de diciembre de 2011 en Duluth, Estados Unidos. La mayoría de las fechas son en ferias estatales, festivales de radio y parques de atracciones. Aunque visitaron mayoritariamente Norteamérica, la banda también hizo presentaciones en Inglaterra y Alemania.

## Recepción Crítica
La gira recibió elogios positivos de la crítica musical. Muchos comentaron su enérgica actuación y su interacción con los fans. En la feria del condado de Stanislaus, Deke Farrow (The Modesto Bee) escribe que fue el concierto más multitudinario de la feria. Y añade: "Y fuera de la zona del escenario, donde no había forma de ver a la banda, las niñas sobre los hombros de sus padres parecían tan emocionadas como si estuvieran en primera fila. Experimentando un gran subidón".
John J. Moser (The Morning Call) afirma que el espectáculo en The Great Allentown Fair estuvo lleno de sensibilidad energética, fantasía, conectividad, musicalidad y brevedad. Y continúa: "Fue refrescante que en una época en la que se acepta fácilmente la sincronización de labios, los miembros de Big Time Rush cantaran de verdad, turnándose en la voz principal. Todos eran cantantes competentes e incluso agradables". En la feria del condado de Allegan, Kelle Barr (Kalamazoo Gazette) señaló que los espectáculos agradaron a los fans y a sus padres. También dice: "Con su aspecto afilado, armonías suaves y melodías - por no hablar de su baile eléctrico y sincronizado - BTR puede ser la resurrección de las boybands. Sólo tal vez".
Cathalena E. Burch (Arizona Daily Star) elogió el espectáculo en la Feria Estatal de Arizona. Durante el espectáculo, expresó cómo el hormigón temblaba por los miles de chicas gritando. Además, comenta: "Su espectáculo está coreografiado hasta el más mínimo detalle, desde los contagiosos pasos de baile hasta invitar a un miembro del público a unirse a ellas en su set acústico. Incluso los adultos del público, los padres que llevaban a sus hijos a su primer concierto, bailaban y sacudían los puños, cantando sin perderse ni una palabra".

## Actos de apertura
- Days Difference (Estados Unidos, fechas seleccionadas)
- Hot Chelle Rae (Estados Unidos, fechas seleccionadas)
- New Hollow (Estados Unidos, fechas seleccionadas)
- Greyson Chance (New Albany)

## Lista de canciones
1. "Untitled I" (contiene elementos de "We Will Rock You") (Instrumental)
2. "Famous"
3. "Big Time Rush"
4. "Til I Forget About You"
5. "Big Night"
6. "Stuck"
7. "I Want to Hold Your Hand"  (cover de The Beatles)
8. "Worldwide"
9. "Untitled II" (Video Interlude)
10. "Nothing Even Matters"
11. "If I Ruled the World"
12. "Any Kind of Guy"
13. "Boyfriend"
14. "City Is Ours"

Encore
1. "Halfway There"

Source:

## Fechas de la gira
| Europa                   |                     |                |                                        |
| 19 de abril de 2011      | Londres             | Reino Unido    | O2 Empire Shepherd's Bush              |
| 21 de abril de 2011      | Munich              | Alemania       | Hansa 39                               |
| Norteamérica             |                     |                |                                        |
| 14 de mayo de 2011       | Orlando             | Estados Unidos | Universal Music Plaza Stage            |
| 21 de mayo de 2011       | Mansfield           | Estados Unidos | Comcast Center                         |
| 22 de mayo de 2011       | Agawam              | Estados Unidos | Rivers Edge Picnic Grove               |
| 4 de junio de 2011       | Saratoga Springs    | Estados Unidos | Saratoga Performing Arts Center        |
| 5 de junio de 2011       | Wappingers Falls    | Estados Unidos | Dutchess Stadium                       |
| 1 de julio de 2011       | Del Mar             | Estados Unidos | Heineken Grandstand Stage              |
| Europa                   |                     |                |                                        |
| 7 de julio de 2011       | Colonia             | Alemania       | E-Werk                                 |
| 8 de julio de 2011       | Manchester          | Reino Unido    | Manchester Academy                     |
| Norteamérica             |                     |                |                                        |
| 19 de julio de 2011      | Central Point       | Estados Unidos | Lithia Motors Amphitheater             |
| 20 de julio de 2011      | Turlock             | Estados Unidos | Budweiser Variety Free Stage           |
| 22 de julio de 2011      | Costa Mesa          | Estados Unidos | Pacific Amphitheatre                   |
| 23 de julio de 2011      | Kansas City         | Estados Unidos | Heart of America Theatre               |
| 24 de julio de 2011      | Harrington          | Estados Unidos | Wilmington Trust Grandstand            |
| 31 de julio de 2011      | Denver              | Estados Unidos | Elitch Arena                           |
| 2 de agosto de 2011      | Eureka (Misuri)     | Estados Unidos | Old Glory Amphitheatre                 |
| 3 de agosto de 2011      | Columbus            | Estados Unidos | Celeste Center                         |
| 5 de agosto de 2011      | Clearfield          | Estados Unidos | Clearfield Grandstand                  |
| 6 de agosto de 2011      | West Allis          | Estados Unidos | State Fair Main Stage                  |
| 7 de agosto de 2011      | Midland             | Estados Unidos | Dow Diamond                            |
| 10 de agosto de 2011     | Hamburg             | Estados Unidos | Buffalo.com Grandstand                 |
| 11 de agosto de 2011     | Indianapolis        | Estados Unidos | Hoosier Lottery Grandstand             |
| 12 de agosto de 2011     | Peru (Illinois)     | Estados Unidos | Illinois Valley Regional Airport       |
| 14 de agosto de 2011     | Fairlea             | Estados Unidos | State Fair of West Virginia Grandstand |
| 20 de agosto de 2011     | Farmingville        | Estados Unidos | Brookhaven Amphitheater                |
| 21 de agosto de 2011     | Lima (Ohio)         | Estados Unidos | Infield Grandstand                     |
| 27 de agosto de 2011     | Falcon Heights      | Estados Unidos | Minnesota State Fair Grandstand        |
| 28 de agosto de 2011     | Essex               | Estados Unidos | Champlain Valley Expo Grandstand       |
| 30 de agosto de 2011     | Boston              | Estados Unidos | House of Blues                         |
| 31 de agosto de 2011     | Hampton Beach       | Estados Unidos | Hampton Beach Casino Ballroom          |
| 1 de septiembre de 2011  | Geddes              | Estados Unidos | Chevy Court                            |
| 3 de septiembre de 2011  | Jackson Township    | Estados Unidos | Northern Star Arena                    |
| 4 de septiembre de 2011  | Allentown           | Estados Unidos | Allentown Fairgrounds Grandstand       |
| 10 de septiembre de 2011 | Nueva York          | Estados Unidos | Toyota Grandstand                      |
| 11 de septiembre de 2011 | Allegan             | Estados Unidos | Allegan County Fair Grandstand         |
| 17 de septiembre de 2011 | Spencer             | Estados Unidos | U.S. Cellular Grandstand               |
| 18 de septiembre de 2011 | Hutchinson          | Estados Unidos | U.S. Cellular Grandstand               |
| 25 de septiembre de 2011 | New Albany          | Estados Unidos | Wexner Estate                          |
| 8 de octubre de 2011     | Fresno (California) | Estados Unidos | Paul Paul Theatre                      |
| 5 de noviembre de 2011   | Phoenix             | Estados Unidos | Arizona Veterans Memorial Coliseum     |
| 30 de noviembre de 2011  | Rochester           | Estados Unidos | Blue Cross Arena                       |
| 3 de diciembre de 2011   | Los Ángeles         | Estados Unidos | Nokia Theatre L.A. Live                |
| 4 de diciembre de 2011   | Minneapolis         | Estados Unidos | Target Center                          |
| 6 de diciembre de 2011   | Buffalo             | Estados Unidos | First Niagara Center                   |
| 7 de diciembre de 2011   | Filadelfia          | Estados Unidos | Wells Fargo Center                     |
| 9 de diciembre de 2011   | Nueva York          | Estados Unidos | Madison Square Garden                  |
| 10 de diciembre de 2011  | Scranton            | Estados Unidos | SCC Grand Ballroom                     |
| 11 de diciembre de 2011  | Tampa               | Estados Unidos | St. Pete Times Forum                   |
| 12 de diciembre de 2011  | Hershey             | Estados Unidos | Giant Center                           |
| 13 de diciembre de 2011  | Duluth              | Estados Unidos | Arena at Gwinnett Center               |